# آفس
آفس قرية في ناحية سراقب التابعة لمنطقة إدلب في محافظة إدلب في سورية. يقع قربها تل أثري.
تقع في منطقة سهلية، شمال بلدة سراقب بمسافة 7 كم. تربتها حمراء خصبة، إلى الجنوب الغربي من القرية تل أثري يحمل اسمها. مساكنها القديمة طينية، والحديثة أسمنتية تنتشر في جميع الاتجاهات. يعتمد السكان على مواردهم من الزراعة البعلية بمساحة 2410ه، ومن أهم حاصلاتها الشعير والبطيخ الأحمر، والمرواة 150ه، تزرع بالبطاطا والشمندر السكري والقطن. يشرب سكانها من بئر في القرية. تتصل ببلدة سراقب بطريق مزفتة. تتبعها مزرعة كراتين.
عدد سكانها حوالي سبعة آلاف نسمة وبها مستوصف ونادي رياضي باسمها ويوجد بها بلدية ومختار للقرية.

## تل آفسالأثري
يقع «تل آفس» الأثري إلى الشمال الشرقي من مدينة «سراقب» على بعد /5/ كم، وإلى الشرق من مدينة «إدلب» بحوالي /12/ كم بالقرب من الطريق الدولي الواصل بين «حلب ودمشق». تعود أهم مكتشفاته إلى الألف الرابع قبل الميلاد، ويرتبط بمملكة «إيبلا» التي تبعد عنه /11/ كم جنوباً عبر سهل خصيب ينتهي عند أقدام جبل الزاوية.
بدأت البحوث الأثرية في موقع تل آفس عام /1970/ برئاسة الإيطالي «باولو ماتييه» على حفريات المركز الآرامي الأكبر في المنطقة، وهو مدينة «هازرك»، لكن المسألة لم تعد مسألة حفريات تجرى في مبنى تذكاري، بل امتدت لتشمل اللغز الذي يكمن خلف المرحلة الآرامية من توضعات سكنية مبكرة يمكن إرجاعها إلى الألف الرابع قبل الميلاد، وتسليط الضوء على بقايا سكنية تمتد إلى مرحلة البرونز المبكر، وعصر الحديد الثالث، فموقع «تل آفس» على أعلى القمة الكلسية الناتئة، ووجوده على الطريق بين حلب وأنطاكية، ومحيطه الذي يضم جبل سمعان في الشمال، و«باريشا» في الشمال الغربي، وجبل «الزاوية» في الجنوب الغربي، ونهر «العاصي» في الغرب وجميعها مراكز لحضارات قديمة، جعله مركزاً هاماً كمركز لمراقبة مسارات الطرق، ولعل أهم الصروح الحضارية التي اكتشفت فيه نصب تذكاري للملك "زاكور"، وهو موجود الآن في متحف اللوفر في باريس، كتبت عليه عبارات نصها: «إهداء إلى إيلوير من قبل ملك حماه أولو آش زاكور الذي استطاع بفضل حماية بالشامين أن يهزم التحالف الذي أقامه ضده كل من ملك آرام، بارحدد، ابن هازاهول، من دمشق، الملك بارغوزى، آموك، جور كوم، صموئيل، ميليد، الذين حاصروا مدينة هازرك»، كما مجدت هذه الكتابات بناء المدينة، والدفاعات الحصينة».
وتحدث «أنس زيدان» رئيس شعبة التنقيب بدائرة آثار «إدلب» عن أهم الحقب التاريخية التي تعاقبت على هذا الموقع الذي يشكل بقايا مدينة قديمة فقال: «مرت «آفس» أو «آفيس» بعدة حقب تاريخية، منها الفترة الآرامية، وعصر البرونز، والعصر الكالكوليتي، ففي العصر الآرامي دل اكتشاف مقبرة صغيرة في الجزء الشرقي فيها بئر قديم تم فيه اكتشاف نصب «زاكور»، وكسر فخارية أخرى نقش عليها اسم «ايلوير»، وهو الإله الذي بدأ فيه النصب التذكاري، وهنالك طبعة ختم نقشت عليها صورة خنفس ذي أجنحة أربعة يخص شخصاً يحمل اسم «بعل هاو»، وتعود
بعض اللقى والنصوص الأثرية
أبنية هذه الفترة إلى عام /1000/ قبل الميلاد، كما تزامنت مع الفترة «الحثية»».
وعن «آفس» في عهد البرونز يتحدث الآثاري «فجر حج محمد» مدير متحف «إدلب» الوطني: «ازدهر «تل آفس» خلال فترة البرونز الحديث والحديد، أي ما بين القرنين الرابع عشر والسابع عشر قبل الميلاد، وتدل المباني المكتشفة والعائدة لهذه الفترة على تطور عمراني كبير، وتتمثل أهم الاكتشافات لعام /2008/ بالعثور على رقم فخارية مسمارية جيدة الشواء تعود إلى القرن الثالث عشر قبل الميلاد، تشكل إحداها رسالة من ممثل الحكومة «الحثية» بالمنطقة إلى سيد مدينة «آفس»، وتعطي خير مثال على العلاقات الوطيدة بين الأناضول وممالك الشمال السوري، وتم اكتشاف منحوتة صغيرة لثور مصنوعة من العاج، قسم منها مرصع بالذهب، إضافةً إلى العديد من أواني الطهو والأختام والحلي».
أما عن هذا التل في العصر «الكالكوليتي» العائد إلى الألف الرابع قبل الميلاد فيقول «محمد قنطار» رئيس قسم الآثار بكلية الآداب الثانية في «إدلب»: «تتركز هذه الحقبة التاريخية
رئيس قسم الآثار بكلية الآداب
في منطقة «الأكروبول»، وقد كشفت البعثة الإيطالية من جامعتي «بيزا» و«بولونيا» التي ترأستها البروفيسورة «استيفانا ماتسوني» عن وجود جزء من جدار حجري شبه دائري مبني من أحجار كلسية ذات أحجام كبيرة في الأسفل وكبيرة في الأعلى، وهو دليل دامغ يدل على أن تاريخ بداية الاستيطان البشري في هذه المنطقة يعود إلى الألف الرابع قبل الميلاد».
تم العثور على تمثال صغير لثور جالس ورأسه باتجاه الخلف، مصنوع من العاج، ويعود للفترة الآرامية مابين عامي 900 و800 ق م، من قبل بعثة التنقيب الأثرية الإيطالية العاملة في تل آفس بمحافظة إدلب، أثناء عمليات التنقيب في المعبد الكبير الذي يعود إلى القرن التاسع قبل الميلاد. ويبلغ طول التمثال 60,6 سم وعرضه 30,3 سم بارتفاع 2 سم، وهو مرصع بالذهب. كما وقد تمّ العثور على أختام ولقى فخارية في المنطقة نفسها.
الجدير ذكره أن تل آفس يقع إلى الجنوب الغربي من قرية آفس في محافظة إدلب، حيث تعود آثاره بالعموم للألف الرابع قبل الميلاد.
مملكة حزرق / تل آفس...من زعامة محلية في العصر الحجري إلى دولة كبيرة في العصر الحديدي إلى آبدة تاريخية تشهد على عراقة الحضارة السورية
كثر اكتشاف المدن القديمة التي ورد ذكرها في المدونات القديمة في ادلب ومن تلك المدن التي تركت شاهداً على تطورها وازدهارها ولعبت دوراً سياسياً واقتصاديا وحضارياً هاماً وسادت ثم بادت مدينة آفس التي حملت عدة أسماء خلال العصور التي مرت عليها مثل أبشونا، حزرق، هتاريكا وأخيراً آفس.
ففي العام 1903 وأثناء سفر القنصل الفرنسي المقيم في حلب آنذاك إلى دمشق ومروره في موقع آفس شاهد بناء حجرياً حديثاً استخدمت في بنائه حجارة قديمة ومن بين الحجارة المستخدمة جزء من نصب يحمل نصاً آرامياً طويلاً تتحدث كلماته عن بناء مملكة (حزرق) وعن تحالفاتها مع ملوك الممالك المجاورة وتحصيناتها ومعابدها كما يحمل النص هذا شكلاً آدمياً يلبس لباساً مزيناً بأهداب ويقف على قاعدة عرف فيما بعد بنصب (زكور) وذكر للقنصل الفرنسي وقتها أن النصب هذا مصدره منطقة الشيخ حسن الذي يقوم على سطح تل آفس وقاد العثور على ذلك النصب المحفوظ اليوم في متحف اللوفر إلى التعرف على مملكة حزرق التي يحتضنها تل آفس اليوم، والتل هذا أطواله نحو (750×500) م وهو تل دائري يتألف من حي إداري Acroplis يتوضع في الطرف الشمالي مع امتداد نحو الجنوب وهو ـ أي التل يقع في محافظة ادلب ويمكن الوصول إليه مباشرة عن طريق حلب ـ دمشق إلى الشمال من مدينة سراقب كما أنه يتوسط سهل ذي تربة حمراء خصبة.
وقد حظي اكتشاف نصب (زكور) في تل آفس باهتمام بعثات التنقيب الأثرية فقامت بعثة أثرية تابعة لجامعة روما في العام (1970) بأول موسم تنقيبي لها وأتبعته في العام (1972) بموسم آخر، وذلك بإدارة عالم الآثار الإيطالي البروفيسور باولوماتييه وفريقه التنقيبي في منطقة (الأكروبولس ـ الحي الإدراي) وعثر في التل على بقايا قصر يعود إلى العصر الحديدي وآثار لمساكن تعود في تاريخها للعصر ذاته وقد تعاقبت عليها أنشطة أدت إلى تخريبها وفي العام (1986) قامت بعثات أثرية مشتركة من جامعات بيزا وبولونيا وروما الإيطالية بالتنقيب في عدة مناطق من التل وقد تبين من خلال عملية التنقيب واللقى الأثرية التي تم العثور عليها أن مملكة حزرق تعود في أصولها إلى بداية فجر التاريخ وبالتحديد إلى العصر الحجري النحاسي المتأخر (3500ـ 3300 ق م).
وقد نمت المدينة وتوسعت خلال الألفين الثالث والثاني قبل الميلاد أي في العصور البرونزية الباكرة والوسيطة والحديثة وخلال عمليات التنقيب جرى جمع آثار متفرقة تعود لسكان المدينة في العصر البرونزي الأول كما ظهرت خلال عمليات التقيب وحدات معمارية خاصة مخططة تخطيطاً جيداً ومميزاً بحيث يمكنها في ذلك الوقت من القيام بنشاطات وظيفية ونوعية مثل صناعة الفخار وتجهيز معامل الظران فقد عثر على مقاعد ومواقد مزودة بالهاونات البازلتية وتشير التنقيبات إلى أن الوحدات المعمارية هذه أعيد تنظيمها في مرحلة لاحقة وأصبحت لها أرضيات جيرية منفذة تنفيذاً جيداً وغنية ببقايا الفخار الملون إلى جانب بقايا من أواني الألبارتز المصري المستورد كما تبين أن المملكة حزرق قد أحيطت بسور خارجي دفاعي كبير، وذلك في العصر البرونزي الوسيط والسور هذا سميك ومنظم وعلى شكل مقاطع وقد تم بناؤه من مداميك من الطوب الطولاني وتمت تغطية سطحه بحجارة صغيرة وحصى وهناك سور داخلي مبني من القوالب الطينية ودون أساسات وكما تم العثور على سور دائري آخر يعتبر أقدم سور داخلي في المدينة الداخلية فتحت فيه ممرات صغيرة ونوافذ وبداخله غرف مستطيلة غالباً ما كانت تستخدم كمخازن فقد وجد فيها عدد كبير من الكؤوس والأواني والجرار وغيرها من اللقى ذات الأهمية التاريخية، كما تم العثور في الطرف الغربي من التل على بناء قد يكون بناء سرياً وربما كان مركز إقامة حاكم المدينة والبناء هذا مزود برواق وأعتاب حجرية وخشبية وثلاثة أبواب وقد أحيط الباب الرئيسي الذي يؤدي إلى قاعتين بأعمدة كلسية أما الباب الثاني فيؤدي إلى درج في حين يفضي الباب الثالث إلى ساحة وإن التعاقب السكني في المدينة يزودنا بأطول مرحلة لبداية العصر الحديدي في سورية كما أن وجود فخار من نوع الزبادي مزينة بأشكال لولبية متضادة (متعاكسة) توحي بأنها تعود إلى الحقبة الواقعة ما بين (1200ـ 1150 ق م) وتشير المواد المكتشفة إلى أنها تعود في تاريخها إلى نحو منتصف القرن الحادي عشر قبل الميلاد وإن مستوردات المدينة وعلاقاتها التجارية كانت مع المدن الساحلية وقبرص والأناضول وقد نشطت المبادلات التجارية مع مملكة حزرق فنجد الفخار المدهون والمزين والجرة ذات العروتين والأدوات المقلوبة والجرار ذات الشكل المخروطي وهناك العديد من الشواهد.
وفي المرحلة الانتقالية أي في العصر الحديدي الأول يبدو أن المدينة شهدت تنظيماً عمرانياً جديداً فقامت وحدات عمرانية ذات أبنية طولية وقد دلت بقايا الفخار أن الأبنية هذه تعود في تاريخها إلى النصف الثاني من القرن الحادي عشر، كما أن المدينة مرت بمراحل شهدت فيها نشوء ساحة كبيرة فيها تمثال من الحجر الكلسي وكانت مملكة حزرق قد شهدت في العصر الحديدي الثاني (900ـ800ق م) تطوراً عمرانياً فظهور بناء حديث يعطينا شاهداً على ظهور الدولة الآرامية المحلية وقد عثر في البناء هذا على أوان من الفخار التي تؤرخ المرحلة الأخيرة من العصر الحديدي كما تم العثور على قطع من الفخار مكتوب عليها بالآرامية ما يشير إلى الاسم المحلي لمملكة حزرق ووجد أيضاً مقبض لجرة صغيرة تحمل خاتماً ملكياً والخاتم هذا عبارة عن جعل له أربعة أجنحة ومن شكله يوحي بأنه قد يعود إلى القرن التاسع إلى جانب قطع كثيرة عثر عليها منها دمية برونزية وختم مسطح يحمل اسماً حثياً (شنيس سالي) وسواراً برونزياً إلى جانب أختام ونصب بازلتي حفرت عليه نجمة فوق هلال وهو رمز رب الصاعقة السورية.
إن التنقيبات الأثرية التي أجرتها بعثة جامعة روما الإيطالية أظهرت ومن خلال اللقى الأثرية التي تم العثور عليها إن كانت فخارية أو أدوات برونزية أو حديدية أو حجرية أن مملكة حزرق كانت ذات أهمية وزعامة في القرن السابع قبل الميلاد وتوسعت تدريجياً لتصبح في القرن الثامن قبل الميلاد عاصمة لمملكة آرامية هامة ظلت حية في العصور اللاحقة وهي اليوم كما كانت في عصرها مملكة ذات زعامة في العصر الحجري وتحولت إلى دولة كبيرة في العصر الحديدي وآبدة تاريخية تشهد على عراقة الحضارة السورية وامتداد جذورها في عمق التاريخ.